# Orchis patens
Orchis patens är en orkidéart som beskrevs av René Louiche Desfontaines. Orchis patens ingår i släktet nycklar, och familjen orkidéer.

## Underarter
Arten delas in i följande underarter:
- O. p. canariensis
- O. p. patens

## Bildgalleri

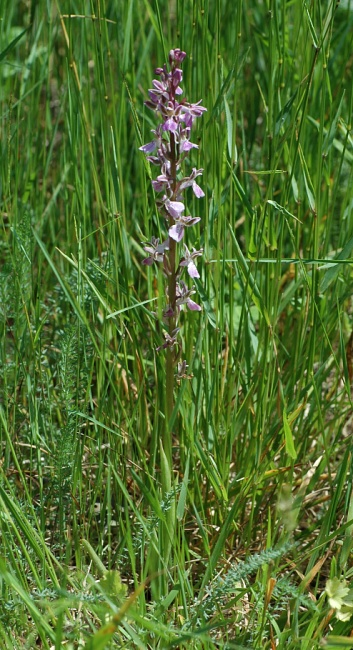
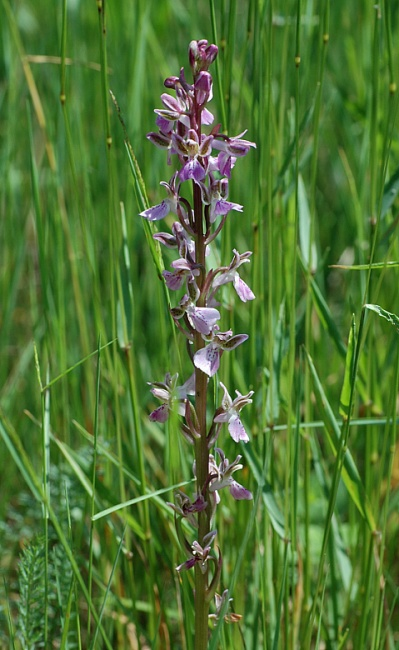
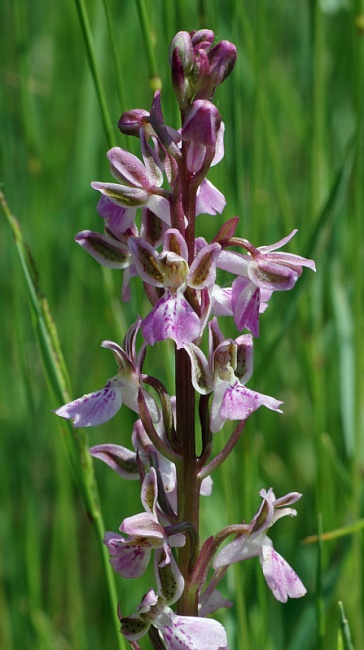
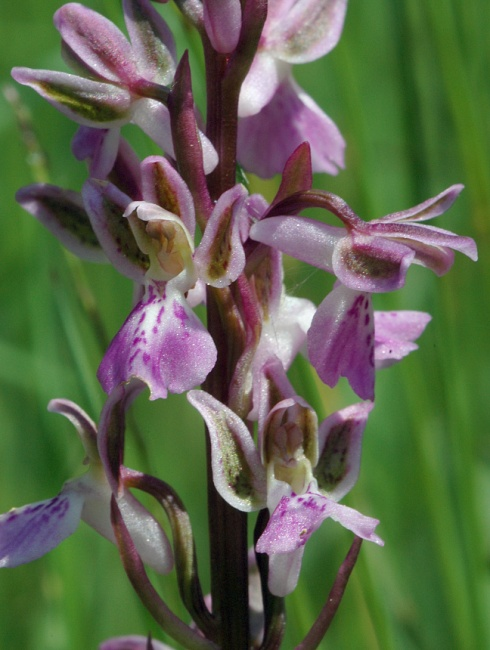
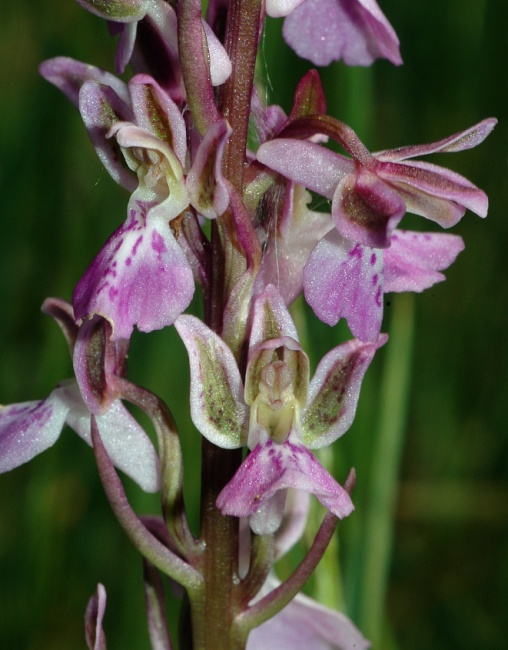
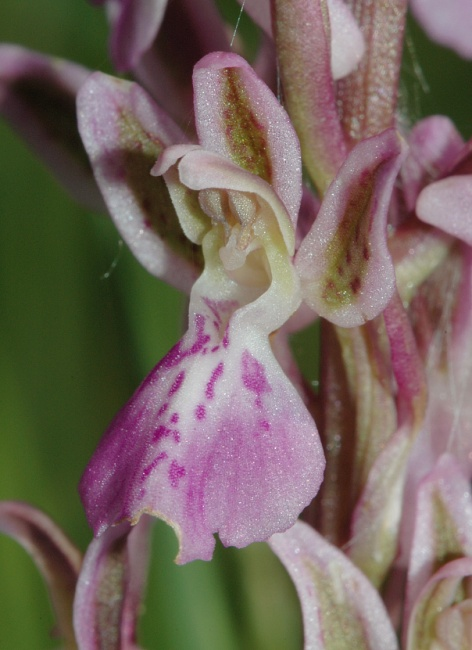